# سايجين سويسال
سايجين سويسال (بالتركية: Saygın Soysal)‏ هو ممثل تركي ولد في يوم 21 أيار 1982 في تركيا، مثل في عدة مسلسلات تركية منها مسلسل عاصي في 2005 بدور رسلان ومسلسل ياسمين في 2007 بدور رجب طيب أردوغان ومسلسل الوشاح الأحمر ومسلسل تتار رمضان في 2013 ومسلسل العشق الأسود في 2014 في دور فاتح ومسلسل عاصمة عبدالحميد (السلطان عبد الحميد الثاني) بدور ثيدور هرتزل.

## الأعمال
- ياسمين
- الوشاح الأحمر
- عاصي
- تتار رمضان
- العشق الأسود
- عاصمة عبد الحميد
- مرعشلي
- الحفرة

## روابط خارجية
- سايجين سويسال على موقع IMDb (الإنجليزية)
- سايجين سويسال على موقع قاعدة بيانات الأفلام العربية
- سايجين سويسال على موقع ألو سيني (الفرنسية)
- سايجين سويسال على موقع قاعدة بيانات الفيلم (الإنجليزية)
- سايجين سويسال على موقع كينوبويسك (الروسية)